# Lycorina borneoensis
Lycorina borneoensis är en stekelart som beskrevs av Setsuya Momoi 1966. Lycorina borneoensis ingår i släktet Lycorina och familjen brokparasitsteklar. Inga underarter finns listade i Catalogue of Life.